# Amastus rothschildi
Amastus rothschildi là một loài bướm đêm thuộc phân họ Arctiinae, họ Erebidae.